# Dithecodes
Dithecodes is een geslacht van vlinders van de familie spanners (Geometridae), uit de onderfamilie Sterrhinae.

## Soorten
- D. brunneifrons (Hampson, 1909)
- D. deaurata Warren, 1904
- D. delicata (Warren, 1899)
- D. dentatilinea Warren, 1904
- D. distracta Walker, 1861
- D. erasa Warren, 1900
- D. idaea Swinhoe, 1892
- D. inconspicua Warren, 1899
- D. inornata Warren, 1896
- D. monotheca Prout, 1938
- D. mys Prout, 1918
- D. ornithospila (Prout, 1911)
- D. phaenomeris Prout, 1918
- D. pseudacidalia Sterneck, 1927
- D. purpuraria de Joannis, 1932
- D. rufipuncta Warren, 1906
- D. specialis Prout, 1935
- D. tarmanni Sommerer